# Коотсааре-Ярв
Коотсааре-Ярв (ест. Kootsaare järv, інші назви ест. Kootsra järv, Kootsre järv, Kootse järv, Kootra järv) — озеро в Естонії, що розташоване на острові Хіюмаа, у волості Киргессааре.